# Law and Oracle
Law and Oracle (рус.  «Закон и Оракул») — 16 эпизод 6 сезона мультсериала «Футурама».

## Содержание
Фрай сыт по горло своей бессмысленной работой курьером и тупыми заказами-розыгрышами. Вдобавок команду Planet Express берёт в заложники сумасшедший робот Роберто, а Лила восторгается подоспевшими полицейскими. Фрай решает покинуть Planet Express с гордостью и без штанов, и решает устроиться в полицейскую академию, куда его в таком виде сразу же принимают. Одновременно с тем полицейский Смитти, насытившись любовью граждан, подаёт в отставку.
Фрай успешно заканчивает курсы полицейских и становится офицером. В Planet Express дела без него скучны и унылы, полёт Лилы и Бендера без него к планете Пандора оказывается ужасно скучным и напряжённым. В напарники Фраю назначают робота Урла, на первом же дежурстве они, с помощью линзы Френеля, ловят Эрвина Шрёдингера, нарушившего закон Лоренц-инвариантности, превысив скорость света на 15 миль в час. Оба получают повышение и переходят в Отдел Будущих Преступлений, который использует гибрид робота и человека, чтобы предсказывать будущее и предотвращать преступления до их свершения. Первое же задержание проходит успешно.
Фрай немного задерживается после работы, как вдруг Оракул выдаёт предсказание о преступлении. В предсказании говорится, что Бендер украдёт самый дорогой и крепкий ликёр. Фрай пытается отговорить Бендера от задуманного, но вместо этого только подаёт ему идею о преступлении. Пытаясь разобраться в предсказании детальнее, Фрай узнаёт, что именно он застрелит Бендера. Он клянётся не убивать Бендера, и тогда Оракул выдаёт исправленное предсказание, с альтернативным будущим, где Фрай не убивает Бендера, тот уходит с награбленным, угощает команду Planet Express ликёром, и все умирают, так как ликёр оказывается губительным для человеческого мозга.
Тем временем Бендер осуществляет свой коварный план, а Фрай спешит помешать ему. На месте действия неожиданно возникает Оракул, который сознаётся, что всё подстроил, дабы завладеть ликёром руками Бендера. Он хочет убить человеческие клетки мозга, потому что ему надоело знать будущее. Фрай стреляет в него, но попадает в Бендера, как в предсказании. Оракул стреляет во Фрая и выпивает ликёр, разрушая свой мозг, но тут оказывается, что он был обхитрён полицейскими. Фрай и Бендер оказались невредимы в бронежилетах. Фрай заметил неладное в предсказании Оракула и понял, что оно фальшивое.
Фраю выдают значок детектива за спасение Бендера, но тут же увольняют за то, что он предупредил Бендера. Извращённый мир будущего как бы мстит Фраю за попытку бросить ему вызов. Фрай возвращается в Planet Express, где его с радостью принимают, и назначают на новую, но бессмысленную должность Главного Курьера. Такой итог — скорбная плата миру будущего, выражение невозможности продвинуться по работе без сделок с совестью в столь извращённом мире.

## Персонажи
Список новых или периодически появляющихся персонажей сериала
- Скраффи
- Ведро
- Роберто
- Смитти
- Урл
- Хэтти МакДугал
- Робот-Гедонист

## Культурные отсылки и научный юмор
- Название серии пародирует сериал «Закон и порядок» (англ. Law & Order).
- Начало серии пародирует первую серию «Футурамы» Space Pilot 3000.
- Трёхмерная планета Пандора, куда отправились Лила и Бендер, — планета из фильма «Аватар». Планета отрисована в виде анаглифного стереоизображения. Как замечает Бендер, Лила не может ориентироваться на ней, так как обладает одним глазом, чего недостаточно для стереоскопического зрения. Также Лила говорит, что безопаснее было отослать их аватаров. Бендер закрасил правый глаз голубым, а левый — красным (как положено), для того, чтобы правильно увидеть 3D-эффект, нужно надевать анаглифные очки наоборот — красным светофильтром на правый глаз, а голубым — на левый.
- В фильме пародируется серия фильмов «Полицейская академия».
- Фрай и УРЛ гонятся за преступником на световых мотоциклах, как в фильмах «Трон» и «Трон: Наследие».
- Преступником оказывается Эрвин Шрёдингер, знаменитый своим мысленным экспериментом, называемым «Кот Шрёдингера», в котором кот должен рассматриваться одновременно как живой и мёртвый, так как его жизнь зависит от состояния атома цезия, который, в свою очередь, в квантовой механике рассматривается как одновременно распавшийся и не распавшийся до тех пор, пока не будет совершено наблюдение, и тогда произойдёт коллапс волновой функции. Это также обыгрывается в мультфильме.
- Для поимки Шрёдингера Фрай и УРЛ используют преломление при помощи линзы Френеля.
- В сцене погони изображение распадается на несколько разноцветных фрагментов, становясь похожим на картину работы Энди Уорхола.
- В начале сцены, где Фрай остается в офисе один и узнаёт о преступлении, он произносит «There’s never a cop around when you need one», цитируя героя Чарлтон Хестон из фильма «Человек Омега» (вторая экранизация книги «Я — легенда»).
- Предсказание будущих преступлений, запись предсказаний на шарах, изображения в воздухе, управляемые жестами, и плавающий в ванне Оракул — отсылка к фильму «Особое мнение».
- Надпись «Мы знаем, что вы сделали следующим летом» (англ. We know what you did next summer) на двери Отдела Будущих Преступлений — отсылка к фильму «Я знаю, что вы сделали прошлым летом».
- В этом эпизоде дважды упоминается мультсериал «Speed Buggy[англ.]»: Фрай мечтает стать таким же великим сыщиком, а также говорит, что идея поимки преступника основана на одном из эпизодов этого сериала.
- За всю серию Фрай дважды менял профессию, но карьерный чип упомянут не был.
- Возможна отсылка к Дюне. В романе по сюжету, также возможно предсказание будущего, невозможно его изменение (только в рамках определённого известного набора альтернативных веток), главный герой также мучится из-за наличия этого дара, а также существует группа людей, которых он не может видеть в своих пророчествах.

## Мелочи
- Несмотря на то, что Смитти ушел в отставку, в последующих сериях он продолжает появляться в роли полицейского, например в первой серии седьмого сезона.